# Har Ẕin
Har Ẕin (hebreiska: הר צין, הר ההר) är ett berg i Israel.   Det ligger i distriktet Södra distriktet, i den södra delen av landet. Toppen på Har Ẕin är 263 meter över havet, eller 125 meter över den omgivande terrängen. Bredden vid basen är 1,3 km.
Terrängen runt Har Ẕin är kuperad söderut, men norrut är den platt. Terrängen runt Har Ẕin sluttar österut. Runt Har Ẕin är det ganska glesbefolkat, med 42 invånare per kvadratkilometer. Trakten runt Har Ẕin är ofruktbar med lite eller ingen växtlighet.